# Salvaterra
Salvaterra este un oraș în Pará (PA), Brazilia.